# 1 Brygada Lotnictwa Bojowego „Warriors”
1 Brygada Lotnictwa Bojowego (ang. 1st Combat Aviation Brigade) – związek taktyczny armii Stanów Zjednoczonych, stacjonujący w Fort Hood w Teksasie.

## Struktura organizacyjna
Skład 2020
- 1 batalion 227 pułku lotniczego „Attack”[2]
  - kompanie: HHC, A, B, C, D, E, F
- 2 batalion 227 pułku lotniczego „Lobos”[3]
  - kompanie: HHC, A, B, C, D, E, F
- 3 batalion 227 pułku lotniczego „Spear Head”[4]
  - kompanie: HHC, A, B, C, D, E
- 4 batalion 227 pułku lotniczego „Guns”[5]
  - kompanie: HHC, A, B, C, D, E
- 615 ASB „Cold Steel”[6]

## Historia
Jednostka ustanowiona 1 września 1984 w armii zwykłej jako dowództwo i zespół dowodzenia Brygady Kawalerii 1 Dywizji Kawalerii i aktywowana w Fort Hood w Teksasie. 16 października 1996 zreorganizowana i przeprojektowana w dowództwo i kompanię dowodzenia Brygady Lotniczej 1 Dywizji Kawalerii.

## Kampanie i odznaczenia[7]
- Azja Południowo-Zachodnia
  - Obrona Arabii Saudyjskiej
  - Wyzwolenie i obrona Kuwejtu
  - Zawieszenie broni

| Wstęga | Medal                         | Inskrypcja     |
| ------ | ----------------------------- | -------------- |
|        | Meritorious Unit Commendation | SOUTHWEST ASIA |